# Zarzuela de mariscos

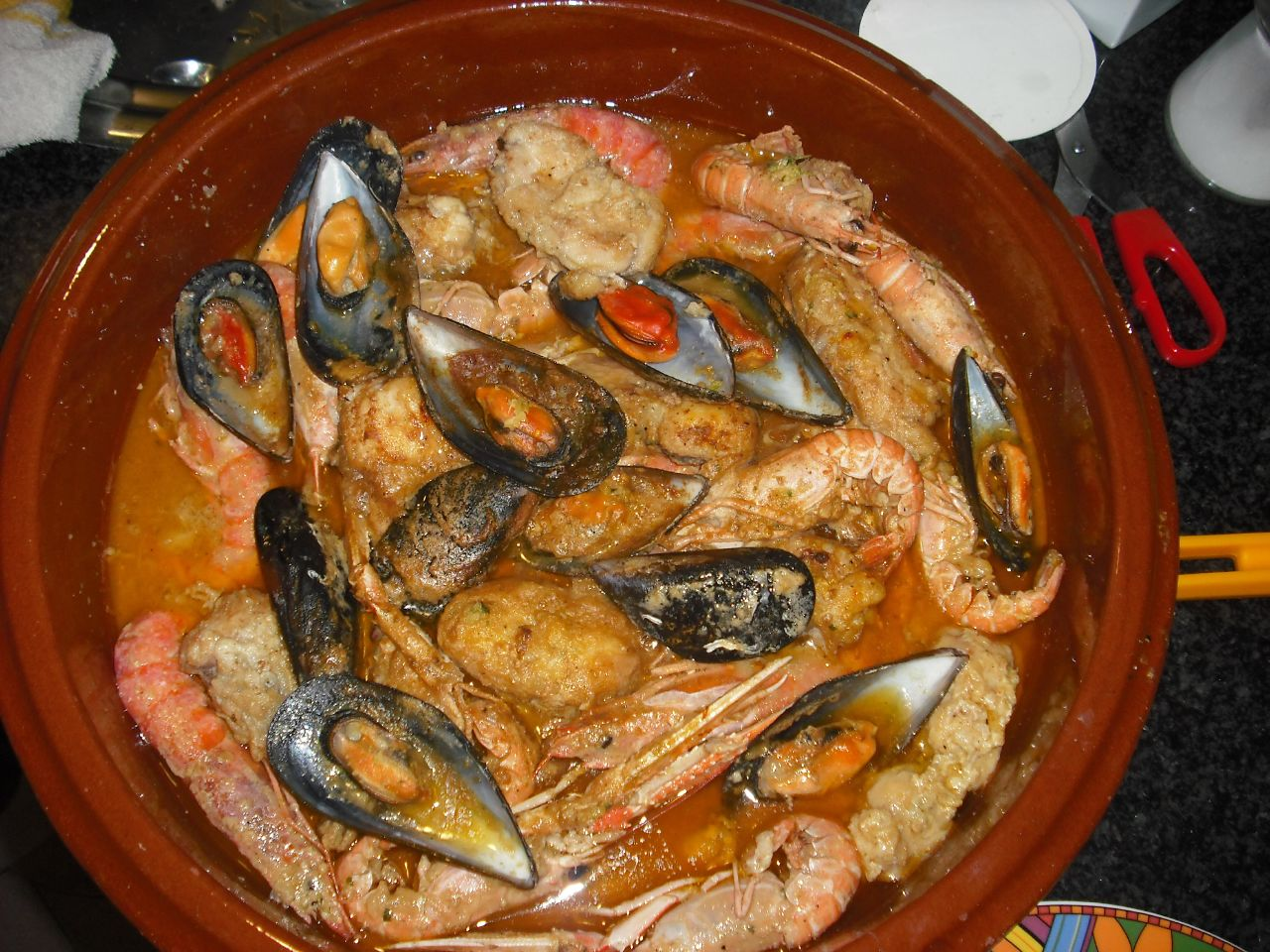
Zarzuela de mariscos

La zarzuela de mariscos (en algunas ocasiones indistintamente zarzuela de pescado) es un estofado de diversos pescados y mariscos que resulta ser muy típico en las cocinas del norte del Levante español. En la cocina mallorquina es muy popular, empleándose en su elaboración un pescado denominado dentón. Es muy popular en la provincia de Castellón y en ciertas zonas costeras de Cataluña. La zarzuela de pescado se ha venido a denominar en algunas ocasiones como la bullabesa española.

## Características
Suele prepararse en las zonas costeras con los pescados y mariscos variados, recién capturados por los pescadores que han estado faenando por la zona. Se suelen emplear los mariscos y pescados más idóneos a la época del año en que se prepara. La zarzuela consiste en un estofado de pescados y mariscos cocinados al fuego en sus propios jugos, por regla general se suele servir recién elaborada y acompañada de una salsa denominada picada (o nogada) que consiste en almendras o nueces finamente molidas hasta lograr consistencia.

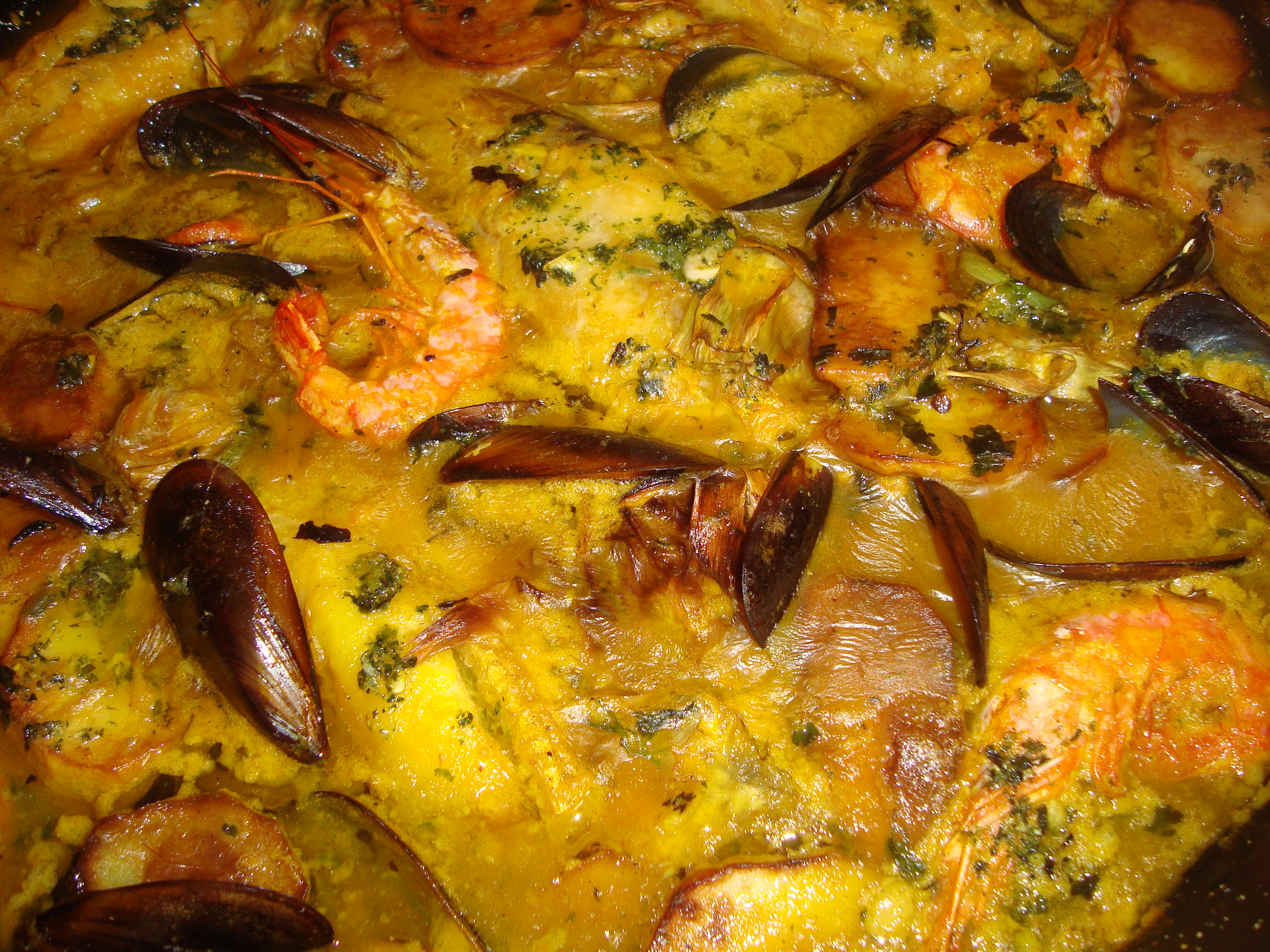
Zarzuela de pescado y marisco (Torreblanca, Castellón)